# Лаврентьев, Сергей Сергеевич
Сергей Сергеевич Лаврентьев (30 марта 1960 — 31 октября 2019) — российский государственный и политический деятель.
Глава Киселёвского городского округа (2003—2018).

## Биография
Родился 30 марта 1960 года в Киселёвске.
В 1992 году окончил Тайгинский железнодорожный техникум, затем экономический факультет Новосибирского института путей сообщения. Работал слесарем на станции Киселевск, затем начальником Киселевского погрузочно-транспортного управления с 1995 года.
С 2002 года вице-мэр Киселёвска. В 2003 году избран главой Киселёвска. Переизбирался в 2008, 2013, августе 2018 года. В ноябре 2018 года ушёл в отставку по собственному желанию.
Убит 31 октября 2019 года в Верх-Чумыше Киселёвского городского округа.

## Награды
- Почётный гражданин Киселёвска
- Медаль «За особый вклад в развитие Кузбасса» III степени
- Орден «Почёта Кузбасса»
- Орден «Доблесть Кузбасса»
- Орден «За обустройство земли Кузнецкой»